# Ramalina farinacea
Ramalina farinacea este o specie de lichen epifit, comun pentru zonele adiacente Mării Mediterane, cu climat subtropical ori temperat. Face parte din genul Ramalina al familiei Ramalinaceae. Coexistă cu două specii diferite din genul alge verzi, Trebouxia. Specia prosperă în diferite medii de temperatură și luminozitate.